# Marika Lagercrantz

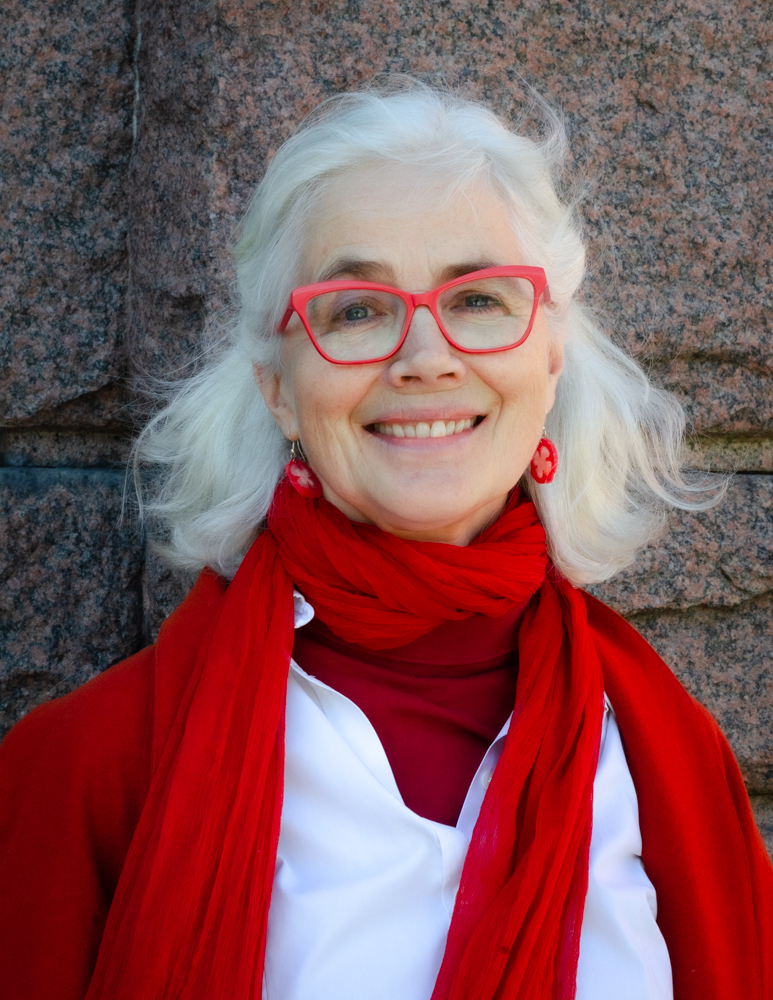
Marika Lagercrantz 2021.

Marika Karin Louise Lagercrantz (* 12. Juli 1954 in Solna) ist eine schwedische Schauspielerin.

## Leben
Marika Lagercrantz wurde 1954 als Tochter des schwedischen Schriftstellers Olof Lagercrantz in Solna geboren. Ihr jüngerer Bruder David Lagercrantz ist ein bekannter schwedischer Journalist und Autor. Im Jahr 1965 stand die damals elfjährige Marika Lagercrantz erstmals in dem Spielfilm Modiga mindre män vor der Kamera.
Auf der Suche nach einer Schauspielschule zog sie zunächst nach Malmö. Dort kam sie in Kontakt mit verschiedenen Studiobühnen, aber auch mit dem Pädagogen Ingemar Lind, dem dänischen Odin Teatret und den Ideen Jerzy Grotowskis. In Stockholm traf Lagercrantz auf den US-amerikanischen Schauspieler Chris Torch, einem früheren Mitglied des Living Theatre. Mit ihm und weiteren gründete sie 1977 die vornehmlich auf Straßen und Plätzen auftretende Theatergruppe Jord Cirkus, die auch Tourneen durch ganz Europa und in die USA unternahm. Das Kollektiv lebte und arbeitete in einem besetzten Haus im Stockholmer Stadtteil Mullvaden.
Zu Beginn der 1980er-Jahre begann ihre Karriere als Film- und Fernsehschauspielerin. Sie wirkt fast ausschließlich in skandinavischen Film- und Fernsehproduktionen mit. Im deutschsprachigen Raum ist sie durch ihre Darstellung der Viola in Schön ist die Jugendzeit und der Cecilia Vanger in der international erfolgreichen Stieg-Larsson-Romanverfilmung Verblendung bekannt geworden.
Als Schauspielerin und Regisseurin war Lagercrantz in mehreren Produktionen auch in Deutschland tätig. Seit dem 1. September 2011 ist sie Kulturrätin der Schwedischen Botschaft in Berlin. Marika Lagercrantz ist mit dem schwedischen Schauspielerkollegen Peter Bergared verheiratet. Das Ehepaar hat drei gemeinsame Töchter und lebte bis 2011 zusammen in Bagarmossen, einem Vorort von Stockholm.
Zwischen 2011 und 2014 war Lagercrantz Botschaftsrätin für Kultur an der schwedischen Botschaft in Deutschland. Von 2015 bis 2021 war sie Vorsitzende des Kooperationsrates der schwedischen künstlerischen und schriftstellerischen Berufsverbände.

## Filmografie (Auswahl)
| Jahr | Titel                                                                                         | Rolle                | Bemerkungen                 |
| ---- | --------------------------------------------------------------------------------------------- | -------------------- | --------------------------- |
| 1980 | Ett drömspel                                                                                  | Agnes                | Fernsehfilm                 |
| 1989 | Im Zeichen der Schlange (Kronvittnet)                                                         | Leonie               | Spielfilm                   |
| 1992 | Todesspur für Isabell                                                                         | Gabriella            | Fernseh-Miniserie           |
| 1993 | Ein Leben für Rita (Drömmen om Rita)                                                          | Rita                 | Spielfilm                   |
| 1993 | Großvaters Reise (Morfars resa)                                                               | Karin                | Spielfilm                   |
| 1993 | Schwarze Ernte (Sort hørt)                                                                    | Line Uldahl-Ege      | Spielfilm                   |
| 1995 | Vendetta                                                                                      | Eva-Britt            | Spielfilm                   |
| 1995 | Schön ist die Jugendzeit (Lust och fägring stor)                                              | Viola                | Fernsehserie                |
| 2000 | Judith                                                                                        | Rosalyn Ankarcrantz  | Fernsehfilm                 |
| 2000 | Gossip                                                                                        | Karin Kalters        | Spielfilm                   |
| 2000 | Reißende Wasser (Järngänget)                                                                  | Kommissarin Lindberg | Spielfilm                   |
| 2004 | Barnavännen                                                                                   | Mamma                | Spielfilm                   |
| 2006 | Min frus förste älskare                                                                       | Vivi                 | Spielfilm                   |
| 2009 | Verblendung (Män som hatar kvinnor)                                                           | Cecilia Vanger       | Spielfilm                   |
| 2009 | Der Kommissar und das Meer – Der sterbende Dandy (Kommissarien och havet – Den döende dandyn) | Monika Wallin        | Fernsehreihe, Episodenrolle |
| 2010 | Sweaty Beards                                                                                 | Sjöunn               | Spielfilm                   |
| 2010 | Maria Wern, Kripo Gotland – Schneeträume (Maria Wern – Drömmar ur snö)                        | Ruth Mårtensson      | Fernsehreihe, Episodenrolle |
| 2012 | Jävla pojkar                                                                                  | Birgitta             | Spielfilm                   |

## Auszeichnungen und Nominierungen
- 1996: Guldbagge: Nominierung als beste Hauptdarstellerin für ihre Rolle in Schön ist die Jugendzeit